# Miroslav Vučetić
Miroslav Vučetić (Split, 8. kolovoza 1976.), hrvatski plivač.
Natjecao se na Olimpijskim igrama 1996. Na 200 metara slobodno osvojio je 19. mjesto, a na 400 metara slobodno osvaja 22. mjesto. Nastupio je i u štafetnim utrkama 4 x 100 metara slobodno (14. mjesto), 4 x 200 metara slobodno (13. mjesto) i 4 x 100 metara mješovito (16. mjesto).
Na europskom prvenstvu 1993. godine je osvojio brončanu medalju u štafeti 4 x 50 metara slobodnim stilom.
Bio je član splitskog Mornara i riječkog Primorja.